# Luis Pérez-Sala
Pour les articles homonymes, voir Luis Pérez, Pérez et Sala.
Pas d'image ? Cliquez ici
Luis Pérez-Sala (né le 15 mai 1959 à Barcelone) est un ancien pilote automobile espagnol de Formule 1, qui pilota pour l'écurie italienne Minardi en 1988 et 1989.

## Biographie
Il est nommé chez HRT en 2011 après avoir piloté en Formule 1 à fin des années 1980.
Entretemps il obtient deux titres en Championnat d'Espagne de vitesse sur circuit - Tourisme (1991 et 1993).

## Résultats en championnat du monde de Formule 1
| Saison | Écurie            | Châssis    | Moteur  | Pneus    | GP disputés | Points inscrits | Classement |
| ------ | ----------------- | ---------- | ------- | -------- | ----------- | --------------- | ---------- |
| 1988   | Lois Minardi Team | M188       | Ford V8 | Goodyear | 14          | 0               | n.c.       |
| 1989   | Minardi F1 Team   | M188B M189 | Ford V8 | Pirelli  | 12          | 1               | 26e        |